# DJ Company
DJ Company foi um dj europeu de eurodance que teve alguns sucessos nos anos 90, especialmente com o single "Rhythm of Love".

## Discografia

### Álbuns de estúdio
- Rhythm of Love, Sony, 30 de setembro de 1997

### Singles
- "Rhythm of Love" - #8 na Hot Dance Music, #53 na The Billboard Hot 100 e #31 na Top 40 Mainstream [1]
- "Forever Young"
- "I Can Be Your Lover"
- "Number One '97"
- "Hey Everybody"